# The Weirdness
| Совокупная оценка    | Совокупная оценка |
| Источник             | Оценка            |
| -------------------- | ----------------- |
| Metacritic           | 44/100            |
| Оценки критиков      |                   |
| Источник             | Оценка            |
| Allmusic             | [ 2 ]             |
| Alternative Press    | 0.5/5             |
| BBC Music            | (very favorable)  |
| Entertainment Weekly | B−                |
| NME                  | 7/10              |
| Pitchfork            | 1.0/10            |
| PopMatters           | 3/10              |
| Rolling Stone        | [ 9 ]             |
| Slant Magazine       | [ 10 ]            |
| Uncut                | 2/10              |

The Weirdness — четвёртый студийный альбом американской рок-группы The Stooges, выпущенный 6 марта 2007. Это первый альбом группы, состоящий из нового материала со времён Raw Power (1973), и последний альбом с Роном Эштоном, который умер в начале 2009 года.

## Запись
Альбом был записан в 2006 году студии Стива Альбини Electrical Audio в Чикаго. Мастеринг проводился в декабре того же года на студии Abbey Road в Лондоне. Басист Майк Уотт во время сессий вёл ежедневные записи впоследствии которые выкладывал на своём сайте (впоследствии эти дневниковые записи были удалены). В них он упоминал об альбоме «Secret Plan» (Секретный план), и 20го ноября привёл список записанных композиций для будущего альбома («Trollin'», «ATM», «You Can’t Have Friends», «The Weirdness» и «Greedy Awful People») также упоминалась My Idea of Fun, впервые прозвучавшая в 2005 году на концертной записи Telluric Chaos, а также кавер-версия песни The Beatles «I Wanna Be Your Man» (более близкий кавер-версии Rolling Stones), которая стала бонус-треком. Впоследствии название и окончательный треклист альбома были объявлены и анонсированы после мастеринга выпускающим лейблом Virgin Records 30 января 2007 года.

## Выпуск
Песни «My Idea of Fun» и «Free & Freaky», были выпущены одиночными синглами в iTunes 20 февраля 2007 года. Альбом также был выпущен на виниловой пластинке с четырьмя бонус-треками ("O Solo Mio",	"Claustrophobia"," I Wanna Be Your Man", "Sounds of Leather").
Для промоушена пластинки "My Idea of Fun" также была исполнена группой в реалити-шоу Bam's Unholy Union.
По состоянию на 2009 год в США было продано более 30000 копий альбома .

## Список композиций
Все композиции написаны Игги Попом, Роном и Скоттом Эштонами.
1. «Trollin’» — 3:05
2. «You Can’t Have Friends» — 2:22
3. «ATM» — 3:15
4. «My Idea of Fun» — 3:17
5. «The Weirdness» — 3:45
6. «Free & Freaky» — 2:39
7. «Greedy Awful People» — 2:07
8. «She Took My Money» — 3:48
9. «The End of Christianity» — 4:19
10. «Mexican Guy» — 3:29
11. «Passing Cloud» — 4:04
12. «I’m Fried» — 3:44

## Участники записи
The Stooges
- Игги Поп — вокал
- Рон Эштон — гитара
- Скотт Эштон — ударные
- Майк Уотт — бас-гитара

Приглашённые музыканты
- Стив Маккей — саксофон
- Брендан Бенсон — бэк-вокал («Free & Freaky»)